# Aliturus didyanus
Aliturus didyanus là một loài bọ cánh cứng trong họ Cerambycidae.